# Бобрышевский сельсовет
Бо́брышевский сельсовет — муниципальное образование со статусом сельского поселения в Пристенском районе Курской области Российской Федерации.
Административный центр — село Бобрышево.

## История
Статус и границы сельсовета установлены Законом Курской области от 21 октября 2004 года № 48-ЗКО «О муниципальных образованиях Курской области».
Законом Курской области от 26 апреля 2010 года № 26-ЗКО в состав сельсовета включены населённые пункты упразднённого Ракитинского сельсовета.

## Население
| 2002  | 2010  | 2012  | 2013  | 2014  | 2015  | 2016  |
| ----- | ----- | ----- | ----- | ----- | ----- | ----- |
| 1871  | ↘1552 | ↘1499 | ↘1451 | ↘1433 | ↘1418 | ↗1427 |
| 2017  | 2018  | 2019  | 2020  | 2021  |       |       |
| ↘1421 | ↘1375 | ↘1333 | ↘1303 | ↘1193 |       |       |

## Состав сельского поселения
| № | Населённый пункт            | Тип населённого пункта       | Население |
| - | --------------------------- | ---------------------------- | --------- |
| 1 | Бобрышево                   | село, административный центр | ↘749      |
| 2 | Верхнеправоторский Колодезь | деревня                      | ↘32       |
| 3 | Еринка                      | хутор                        | ↘126      |
| 4 | Кривцово                    | деревня                      | ↘305      |
| 5 | Петровский                  | хутор                        | ↗1        |
| 6 | Ракитинка                   | село                         | ↘179      |
| 7 | Троицкое                    | село                         | ↘160      |